# Kassem El-Zein
Kassem Mohammed El-Zein (arabisch قاسم محمد الزين, DMG Qāsim Muḥammad az-Zain; * 2. Dezember 1990 in Maarakeh, Tyros) ist ein libanesischer Fußballspieler.

## Karriere

### Verein
Aus der Jugend des Nejmeh SC kommend, wechselte er zur Saison 2011/12 in den Kader der ersten Mannschaft des Klubs. Anschließend war er hier fast für zehn Jahre durchgehend aktiv und machte erst im Januar 2020 erstmals per Leihe eine Station bei einem anderen Klub. So verbrachte er ab da die Rückrunde 2019/20 beim Al-Mina'a SC im Irak. Danach folgte über den Zeitraum der Saison 2020/21 wieder eine Leihe, diesmal zu al-Nasr nach Kuwait. Seit dem Start der Spielzeit 2021/22 ist er nun wieder durchgehend Teil der Mannschaft von Nejmeh.

### Nationalmannschaft
Sein erstes bekanntes Spiel für die libanesische Fußballnationalmannschaft war am 14. Oktober 2014 bei einem 1:1-Freundschaftsspiel gegen Saudi-Arabien, wo er zur 68. Minute für Jed Chouman eingewechselt wurde.
Danach kam er aber für knapp drei Jahre nicht mehr zum Einsatz. Erst bei einem Qualifikationsspiel für die Asienmeisterschaft 2019, am 5. September 2017 folgte sein nächster Einsatz. Auch in der nächsten Zeit folgten dann nur noch ein paar weitere Einsätze. Schließlich war er dann aber auch bei der Endrunde der Asienmeisterschaft 2019 dabei und kam hier einem Gruppenspiel zum Einsatz. Danach kamen dann noch weitere Spiele bei der Westasienmeisterschaft 2019 dazu. Ab Oktober 2019 stieg er mit seinem Team anschließend auch in die Qualifikation für die Weltmeisterschaft 2022 ein, wo er einige weitere Einsätze sammelte. 
Ende 2021 war er dann auch mit beim Arabien-Pokal 2021 dabei, wo er nach dem Playoff auch in zwei Gruppenpartien seines Teams zum Zug kam. Ab November 2023 bestritt er dann auch noch Qualifikationsspiele für die Weltmeisterschaft 2026.
Am 30. Dezember 2023 wurde er für den finalen Kader bei der Asienmeisterschaft 2024 nominiert.